# محمد جواد البلاغي
محمد جواد بن حسن بن طالب البلاغي (1282 هـ ـ 1352 هـ). هو رجل دين وفقيه ومفسّر شيعي عراقي، كما كان شاعراً وأديباً باللغة العربية إضافةً إلى كونه باحث في الأديان ومتمكن من بعض اللغات الحية كالفارسية والإنجليزية والعبرية، كما كانت له مشاركة سياسية بارزة في ثورة العشرين.
ولد في أحد أيام شهر رجب 1282 هـ بمدينة النجف في جنوب العراق ونشأ فيها، ثم بدأ دراسته الحوزوية في مدينة الكاظمية، وبعد إنهاء مرحلة المقدمات عاد إلى النجف لإكمال دراسته، وفي عام 1326 هـ سافر إلى سامراء؛ للحضور في دروس محمد تقي الشيرازي - قائد ثورة العشرين -، وبقي في سامراء حوالي عشر سنوات، ثم سافر إلى الكاظمية وبقي فيها سنتين. عاد إلى النجف عام 1338 هـ، واتجه نحو التأليف والكتابة والتصنيف وبقي فيها حتى آخر أيام حياته.
ومن رجال الدين الآخرين الذين درس عندهم: محمد طه نجف، ومحمد كاظم الخراساني، وحسين النوري الطبرسي، ومحمد حسن المامقاني، ورضا الهمداني، وحسن الصدر، ومحمد الهندي.
وقد مارس التدريس أثناء وجوده في الكاظمية وسامراء والنجف؛ وممن درسوا عنده: محمد هادي الحسيني الميلاني، وأبو القاسم الخوئي، ومحمد أمين زين الدين، ومحمد رضا الطبسي، وغيرهم.
توفي بمدينة النجف في الثاني والعشرين من شعبان 1352 هـ ودُفن بالصحن الحيدري.

## أسرته
ولد البلاغي في شهر رجب 1282 هـ بمدينة النجف في جنوب العراق وكانت نشأته وحياته الأوليّة فيها، وينتسب إلى أسرة آل البلاغي وهي من الأُسَرْ النجفية المشهورة، وترجع بنسبها إلى ربيعة، ويصفها جعفر آل محبوبة بأنّها: ”من الأسر العلمية الأدبية السابقة في العلم والفضل والمحلقة بقوادم المجد والسؤدد العريقة في العروبة، والمتقدمة في الهجرة“، ويواصل: ”عُرفت هذه الأسرة في النجف، واشتهر ذكرها في أواسط القرن العاشر للهجرة“، ويقول: ”وقد نبغ منها رجال تقدّموا في معارفهم“.

### أدبه
مع أن الرجل رحمه الله كان من رجال الدين والمراجع المعروفين، إلاّ أنّه وجد أنّ الشعر من العناصر التي تُوصل الكثير من الحقائق إلى الأمّة، ووجده وعاءً يحفظ الخواطر في إطارٍ فنّي، فضلاً عن كونه وثائق تاريخيّة ترسم روح العصر وأحوال الناس والأفكار والآراء والمشاعر في صياغات لذيذة.
اندفع الشيخ البلاغي منذ صباه نحو الأدب واستمرّ فيه إلى آخر حياته، حتّى صار يُودِعُه كثيراً من آرائه في العقائد. ولانشغاله بشؤون الأمّة، لم يتفرّغ الشيخ لجمع أشعاره، فذهب الكثير منها أدراج الضياع، لا سيّما خلال أسفاره وتنقّلاته، فلم يَبقَ منه إلاّ القليل الذي سجّله لنا السيّد محسن الأمين العامليّ في أعيانه، كان منه:
قول الشيخ البلاغي في ذكر مولد الإمام أبي عبد الله الحسين عليه السّلام في الثالث من شعبان الخير:
شـعبانُ كـم نَعِمَت عينُ الهُدى فيهِ لـولا الـمحرّمُ يـأتي في دَواهيهِ
وأشـرقَ الـدِّينُ مِـن أنوارِ ثالثِهِ لــولا تَـغشّاه عـاشورٌ بِـداجيهِ
وارتاح بالسِّبطِ قلبُ المصطفى فَرَحاً لـو لـم يَـرُعْه بذِكرِ الطفِّ ناعيهِ
رآه خـيـرَ ولـيِدِ يُـستجارُ بـه وخـيرَ مُـستشهَدٍ في الدِّين يَحميهِ
قَـرَّت به عينُ خيرِ الرُّسْلِ ثمّ بَكَت فـهل نُـهَنِّيه فـيهِ.. أَم نُعَزِّيهِ ؟!
إن تَـبتَهِجْ فـاطمٌ فـي يومِ مولدِهِ فـليلةَ الـطفِّ أمـسَتْ مِن بَواكيهِ
أو يَـنتَعِشْ قـلبُها مِن نورِ طَلعتِهِ فـقد أُديـلَ بِـقاني الـدمعِ جاريهِ
فـقلبُها لـم تَـطُلْ فـيه مَـسرّتُهُ حـتّى تَـنازعَ تـبريحُ الجوى فيهِ
• وله عينيّة عارض فيها عينية ابن سينا، حيث قال فيها:
نَـعُمَتْ بـأن جـاءت بخَلْقِ المُبدِعِ ثـمّ الـسعادةِ أن يقولَ لها: آرجِعي
خُـلِـقَت لأنـفَعِ غـايةٍ، يـاليتَها تَـبِعَت سـبيلَ الـرُّشدِ نحوَ الأنفَعِ
اللهُ سَـوّاهـا وألـهَـمَها، فـهـل تَـنْحو السبيلَ إلى المحلِّ الأرفعِ ؟!
نَـعُمَت بـنعماءِ الـوجودِ ونُودِيَت: هـذا هُـداكِ، ومـا تشائي فاصنعي
إن شِـئتِ فـارتفعي لأِعـلى ذُروةٍ وحَذارِ مِن دَرَكِ الحضيضِ الأوضعِ!
إنّ الـسـعادة والـغنى أن تَـقنَعي مـوفورةً لـكِ، والـشَّقا أن تطمعي
فـتَـنَعَّمي، وتَــزوَّدي، وتَـهذَّبي وتَـلـذَّذي، وتـكمّلي، وتَـوَّرعي
وبـبهجةِ الـعرفانِ والـعِلم آبهجي ولِـنزعِ أطـمارِ الجهالاتِ آنْزَعي
وخُـذي هُـداكِ، فتلك أعلامُ الهدى زُهْـرٌ سَـواطعُ في الطريق المَهْيَعِ
وتَـروَّحي بـشَذى الطريقِ، وأمِّلي عُـقبى سُـراكِ إلى الجَنابِ المُمْرِعِ
• وأجاب الشيخ البلاغي رحمه الله أحدَ شعراء بغداد، الذي بعث قصيدةً رائية إلى العلماء يتساءل متحيّراً أو متشكّكاً في أمر الإمام المهديّ الموعود المنتظر ( عجّل الله تعالى فرَجَه الشريف ) بقوله في صدرها:
أيا علماءَ العصرِ يا مَن لهم خُبْـرُ بكلِّ دقيقٍ حارَ في مِثلـهِ الفِكـرُ
لقد حار منّي الفكرُ في القائمِ الذي تَنازَعَ فيه الناسُ والتبَسَ الأمـرُ!
فكان من الشيخ البلاغي أن أجاب بقصيدةٍ طويلة أوّلها:
أطَعْتُ الهوى فيهم فعاصانيَ الصَّبْرُ فـها أنا ما لي فيه نهـيٌ ولا أمـرُ
إلى أن يقول:
وفـي خـبر الـثِّقْلَينِ هادٍ إلى الذي تَـنازَعَ فـيه الـناسُ والتبَسَ الأمرُ
إذا قـال خـيرُ الـرُّسْلِ: لن يتفرّقا فكيف إذن يخلو من العِترةِ العصرُ ؟!
ومــا إن تَـمسّكْتُمُ تُـنْبيكَ أنّـهم هـمُ الـسادةُ الـهادون والقادةُ الغُرُّ
أتَـحصُرُ أمـرَ اللهِ بالعجزِ، أم لدى إقـامةِ مـا لَفَّفْتَ أقعَدَك الحصرُ ؟!
فـكم فـي « ينابيع المودّة » مَنهلٌ نَـميرٌ بـه يَـشفى لـواردِهِ الصَّدرُ
وفـي غـيره كم مِن حديثٍ مُسلسَلٍ بـه يـفطنُ الساهي ويستبصر الغَرُّ
ومـن بـينِ أسفار التواريخِ عندكم يُـؤلَّف فـي تـاريخِ مـولدِهِ سِـفْرُ
وكـم قـال مِـن أعلامكم مِثلَ قولنا بـه عـارفٌ بحرٌ وذو خبرةٍ حَبْرُ!
وإن شـئتَ تـقريبَ الـمدى فَلَرُبّما يَـكِلُّ بـمضمار الـجِيادِ بك الفكرُ
فـمُذ قـادَنا هادي الدليلِ بما قضى بـه الـعقلُ والـنقلُ اليقينانِ والذِّكرُ
إلـى عِـصمةِ الـهادينَ آلِ مـحمّدٍ وأنّـهمُ فـي عـصرِهم لـهمُ الأمرُ
وقـد جـاء في الآثار عن كلِّ واحدٍ أحـاديثُ يَـعْيا عن تواتُرِها الحَصرُ
تُـعـرِّفُنا آبـنَ الـعسكريّ، وأنّـه هـو الـقائمُ المهديُّ، والواترُ الوِتْرُ
تَـبِعْنا هُـدى الـهادي فأبلَغَنا المَدى بـنورِ الـهدى.. والحمدُ للهِ والشكرُ
• وللشيخ البلاغي قصيدة عاشورائيّة تُلتدَمُ لها الصدور فضلاً عن أن تفيض لها المآقي، حيث يخاطب سيّد الشهداء أبا عبد الله الحسين صلوات الله عليه قائلاً:
يا تريبَ الخَدّ في رَمضا الطفوفْ لَـيَتني دونَـك نَـهْباً لـلسيوفْ
يـا صـريعاً ثاوياً فوق الصعيدْ وخضيبَ الشيبِ مِن فيضِ الوريدْ
كـيف تـقضي بـين أجنادِ يزيدْ ظـامياً تُسقى بكاساتِ الحُتُوفْ!
كيف تقضي ظامياً حول الفراتْ دامـياً تَـنْهلُ مـنك الـظامياتْ
وعـلى جسمِكَ تجري الصافناتْ عـافرَ الجسم لُقىً بين الصُّفوفْ!
سـيّدي أبـكيك للشيبِ الخضيبْ سـيّدي أبـكيك لـلوجهِ التَّريبْ
سـيّدي أبـكيك لـلجسمِ السليبْ مِـن حشا حَرّانَ بالدمعِ الذَّروفْ
سـيّدي إنْ مَـنَعوا عنك الفراتْ وسَـقَوا مـنك ظِـماءَ المُرهَفاتْ
فـسـنسقي كـربلا بـالعَبَراتْ وَكَـفاً عـن عَلَقِ القلبِ الأَسُوفْ

## مؤلفاته
ترك جملة من المؤلفات؛ منها:
| - آلاء الرحمن في تفسير القرآن. تفسير غير تام، لم يمهل الأجل مؤلِّفه لإتمامه، وقد وصل فيه إلى سورة النساء، وقد جعل المؤلف قبل الشروع في التفسير مقدمة ذات فصول ثلاثة؛ أولها في إعجاز القرآن، والثاني في جمعه في مصحف واحد، والثالث في قرائته. - الهدى إلى دين المصطفى. في الرد على كتاب الهداية الذي كتبه بعض مبشري الپروتستانتية. - الرحلة المدرسية. في ثلاث مجلدات في الرد على المسيحية، وقد ترجم إلى الفارسية. - أجوبة المسائل البغدادية. في أصول العقائد. - أعاجيب الأكاذيب. في الرد على المسيحية، وترجمته الفارسية عنوانها شگفت آور دروغ. - التوحيد والتثليث. في جواب بعض المعترضين المسيحيين عليه. - الرد على الوهابية. - الرد على الطبيعيين. | - مسألة في البداء. - رسالة التوحيد. - نسمات الهدى. - نصائح الهدى والدين لمن كان مسلماً وصار بابياً. في الرد على الفرقة البابية. - دعوى الهدى إلى الورع في الأفعال والفتوى. في الرد على السلفية بشأن هدم قبور البقيع. - أنوار الهدى. في الرد على الماديين. - البلاغ المبين. - العقود المفصلة في المسائل المشكلة. تحقيق لمسائل فقهية متعددة. - رسالة في مواقيت الحج. |

## ما قالوا فيه
قالوا في الشيخ البلاغي
• قال الشيخ كاشف الغطاء في ( الحصون المنيعة 186:9 ): الشيخ البلاغي رجلٌ فاضل، مُجِدّ في تحصيل العلوم، وأديب شاعر مصنّف، وهو من بيت كلّهم علماء أتقياء، وله شعرٌ حسَنُ الانسجام.
• وذكره الشيخ جعفر النقديّ في ( الروض النضير 304 ) فقال: البلاغي، عالِمٌ عَيلَمٌ مهذّب، وفاضلٌ كامل مدرّب، آباؤه كلّهم من أهل العلم. اشتغل في طلب العلم، وصنّف كتاب ( داعي الإسلام وداعي النصارى )، وكتاباً في الردّ على جرجيس سايل وهاشم العربي، وله في الأدب يدٌ غير قصيرة، وشعره جيّد حسن.
• وكتب الشيخ محمّد السماوي في مؤلّفه ( الطليعة 65 ): الشيخ البلاغي.. هذا الفاضل من سلسلة علماء أتقياء، مُقتَدىً بهم سامٍ عليهم بالتصانيف المطبوعة المفيدة، عاشرتُه فكان مِن خير عشير، يضمّ إلى الفضل أدباً، وإلى التقى إباً، وله شعر حسن الانسجام.
• كذا ذكره السيّد محسن الأمين في ( أعيان الشيعة ) فكتب: كان عالماً فاضلاً، أديباً شاعراً، حسن العِشرة سخيّ النفس، صرف عمره في طلب العلم وفي التأليف والتصنيف، صنّف عدّة تصانيف في الردود. ثمّ ذكر مؤلّفاته وعدّها ثمانيةً وثلاثين مؤلّفاً، ما بين كتابٍ وحاشيةٍ ورسالة عمليّة وردّ، منها: رسالة في بطلان العَوَل والتعصيب ـ في الإرث، العقود المفصّلة في حلّ المسائل المشكلة، حاشية على المكاسب، رسالة في ردّ الفتوى بهدم قبور أئمّة البقيع عليهم السّلام، الهدى إلى دين المصطفى صلّى الله عليه وآله، نصائح الهدى في الردّ على البهائية، مصابيح الهدى في ردّ القاديانية، نسمات الهدى، آلاء الرحمان في تفسير القرآن، أجوبة المسائل البغدادية.. وغيرها.

## وصلات خارجية
- سيرة البلاغي في برنامج «أعلامنا» على قناة كربلاء على يوتيوب